# Gitoformiato
El gitoformiato (INN, o pentaformilgitoxina, con el nombre comercial de Dynocard) es un glucósido cardíaco, un tipo de medicamento que se puede utilizar en el tratamiento de la insuficiencia cardíaca congestiva y arritmia cardíaca (latidos cardíacos irregulares). Producida por Madaus, no está disponible en Estados Unidos, y no parece que esté tampoco disponible en Europa.[cita requerida]

## Estructura química

Gitoxigenina, la aglicona

El gitoformiato es un derivado del glucósido gitoxina, con cinco de los seis grupos hidroxilos formilados libres, uno en la aglicona y cuatro en el azúcar. La gitoxina, un glucósido cardiaco de la Digitalis lanata, tiene una aglicona de tipo cardenólido denominado gitoxigenina, que es también la aglicona del lanatósido B, otro glucósido de Digitalis lanata.